# Liridi
La Liride è uno sciame meteorico attivo dal 15 aprile al 28 aprile di ogni anno. Il radiante è localizzato nella costellazione della Lira. La sua sigla internazionale è LYR.
È il primo sciame di cui si hanno osservazioni storiche, fu osservato per la prima volta dai Cinesi alcuni secoli A.C.

Lo sciame è stato originato dalla cometa C/1861 G1 Thatcher, che ha un periodo di circa 415 anni.

In genere ha attività non particolarmente appariscente, ma periodicamente ha degli incrementi che lo portano a livelli di circa 100 ZHR.